# Günter Meinardus
Günter Meinardus (* 11. Juni 1926 in Bremen; † 11. Juni 2007) war ein deutscher Mathematiker.

## Leben
Meinardus wurde 1953 an der Universität Göttingen bei Carl Ludwig Siegel in Zahlentheorie promoviert (Über das Partitionenproblem eines reellquadratischen Zahlkörpers) und habilitierte sich 1959 in Hamburg. Er lehrte in Clausthal, Erlangen-Nürnberg, Siegen und Mannheim.
Er ist für Beiträge zur Approximationstheorie bekannt, speziell nichtlineare Approximation und Splines.
Er war Mitherausgeber des Journal of Approximation Theory.
Meinardus war Mitglied der Leopoldina.

## Schriften
- Approximation of functions: Theory and Numerical Methods, Springer 1967